# Karreriella
Karreriella es un género de foraminífero bentónico de la subfamilia Eggerellinae, de la familia Eggerellidae, de la superfamilia Eggerelloidea, del suborden Textulariina y del orden Textulariida. Su especie tipo es Gaudryina siphonella. Su rango cronoestratigráfico abarca desde el Eoceno hasta la Actualidad.

## Discusión
Clasificaciones previas incluían Karreriella en la superfamilia Textularioidea, del suborden Textulariina y del orden Textulariida.

## Clasificación
Se han descrito numerosas especies de Karreriella. Entre las especies más interesantes o más conocidas destacan:
- Karreriella bradyi
- Karreriella fastigata
- Karreriella kennetti
- Karreriella novangliae
- Karreriella siphonella

Un listado completo de las especies descritas en el género Karreriella puede verse en el siguiente anexo.
En Karreriella se han considerado los siguientes subgéneros:
- Karreriella (Karrerulina), aceptado como género Karrerulina
- Karreriella (Siphotextularia), aceptado como género Siphotextularia
- Karreriella (Valvotextularia), aceptado como género Valvotextularia